# 2011年夏季世界大学生运动会意大利代表团

意大利代表团旗帜

2011年夏季世界大学生运动会意大利代表团共有255人参赛。

## 奖牌榜
| 名次 | 代表团 | 金牌 | 银牌 | 铜牌 | 总数 |
| ---- | ------ | ---- | ---- | ---- | ---- |
| 5    | 意大利 | 12   | 5    | 13   | 30   |

## 奖牌获得者

### 金牌
1. 公开水域男子10公里：鲁菲尼
2. 公开水域女子10公里：拉凯莱·布鲁尼
3. 男子个人花剑：米诺托
4. 男子10米气步枪个人赛：尼科洛-坎普里亚尼
5. 男子10米气步枪团体赛
6. 女子10米气步枪个人赛：佩特拉-祖布拉辛格
7. 男子飞碟多向团体赛
8. 男子飞碟多向125靶个人赛决赛：帕尼扎
9. 男子50米自由泳：卢西奥-斯帕达罗
10. 男子1500米自由泳：洛克-波滕扎
11. 男子飞碟双向125靶个人赛：吉安卡洛-塔扎
12. 男子50米步枪三种姿势个人赛：坎普里亚尼

### 银牌
1. 男子50米蝶泳：保罗-法基内利
2. 男子800米自由泳：波滕扎
3. 男子佩剑团体赛
4. 男子花剑团体赛
5. 高尔夫男子团体赛

### 铜牌
1. 公开水域女子10公里：弗兰科
2. 男子佩剑个人：穆罗洛
3. 男子个人重剑：马扎尼
4. 男子链球：波韦利亚诺
5. 射箭-复合弓混合团体
6. 男子50米蛙泳：马蒂亚
7. 男子飞碟多向125靶个人赛决赛：西蒙-洛伦佐-普斯柏利
8. 高尔夫男子个人赛：博洛涅西-安德烈
9. 健美操-混合双人操
10. 男子5000米：斯特凡诺
11. 男子飞碟双多向团体赛